# Азербаев, Кенен
Кенен Азирба́ев (19 июня 1884 года, аул Матыбулак, Пишпекский уезд, Семиреченская область — 12 апреля 1976 года, колхоз им. Кирова (ныне Кенен), Кордайский район, Жамбылская область) — казахский народный акын и жырау, певец и композитор. Народный акын Казахской ССР (1961).

## Биография
Происходит из рода жаныс племени дулат Принимал активное участие в Среднеазиатском восстании 1916 года.
В годы Великой Отечественной войны возглавлял агитбригады в аулах.
В 1950—1970 годы сочинял терме, толгау, поэмы, воспевавшие мирную жизнь, созидательный труд.

## Творчество
Ученик и последователь Джамбула Джабаева. Им написано около 150 стихотворных произведений, переложенных на музыку.
Славился своими вокальными данными. Продолжил в своих произведениях лучшие традиции великих казахских акынов — Биржана-сала и Ахана-серэ. Главная тема произведений Азербаева — жизнь народа в целом, мечты и надежды каждого человека в отдельности.
Его песни дореволюционного периода «Булбул» (с каз. — Соловей, впервые исполнила Дина Нурпеисова), «16 жыл», «Базар Назар», эпосы «Али батыр», «Кыргызбай» воодушевляли участников на борьбу, вызывали в них чувство гордости за свою землю, свой народ.
Гражданские, духовные, лирические мотивы его творчества снискали всеобщую любовь и уважение.
В 1940—1941 годах с его уст записана эпическая поэма «Көкетай ханның асы» («Поминки по Кокетаю»), созвучная с одноимённой главой из киргизского эпоса «Манас».
На русский язык многие произведения были переведены Бахытом Канапьяновым.

## Награды и звания
- Орден Ленина (1974)

- Орден Трудового Красного Знамени (1967)

- Народный акын Казахской ССР (1961)

- Орден «Знак Почёта» (1959) — за выдающиеся заслуги в развитии казахского искусства и литературы и в связи с декадой казахского искусства и литературы в гор. Москве

- Заслуженный деятель искусств Казахской ССР (1956)

- Орден «Знак Почёта» (1945)

- Семь почетных грамот Верховного Совета КазССР

- Медали

## Память об акыне
Именем Кенена Азербаева названы:
- Средняя школа № 15 в поселке Боралдай, Илийского района, Алматинской области;
- Средняя школа в селе Райымбек, Карасайского района, Алматинской области;
- Отарская средняя школа № 42, Кордайского района, Жамбылской области;
- Средняя школа в селе Кожамберды, Казыгуртского района, Туркестанской области;
- Улицы в городах Астана, Алматы, Тараз, Шымкент и тд;
- В 2009 году к 125-летию со дня рождения была выпущена почтовая марка Казахстана, посвященная К. Азербаеву;
- В 2013 году в г. Алматы открыт ростовой памятник, установленный на гранитном постаменте и окруженный небольшим сквером;
- В 2016 году в Кордайском районе Жамбылской области открыт мемориальный комплекс «Тұлғалар тұғыры»;
- В 2018 году Жамбылской областной филармонии в городе Таразе присвоено имя Кенена Азербаева;
- В 2019 году перед Жамбылской областной филармонией имени Кенена Азербаева установлен памятник;
- В 2022 году в Астане, в новом застраивающемся микрорайоне Юго-восток была названа улица в честь К. Азербаева.
- Село Кенен в Кордайском районе Жамбылской области, где акын прожил долгое время. В селе с 1981 года работает литературно-мемориальный музей имени Кенена Азербаева, перед которым установлен памятник;
- Село Покровка в Илийском районе Алматинской области в 2024 году было переименовано в село Кенена Азербаева.

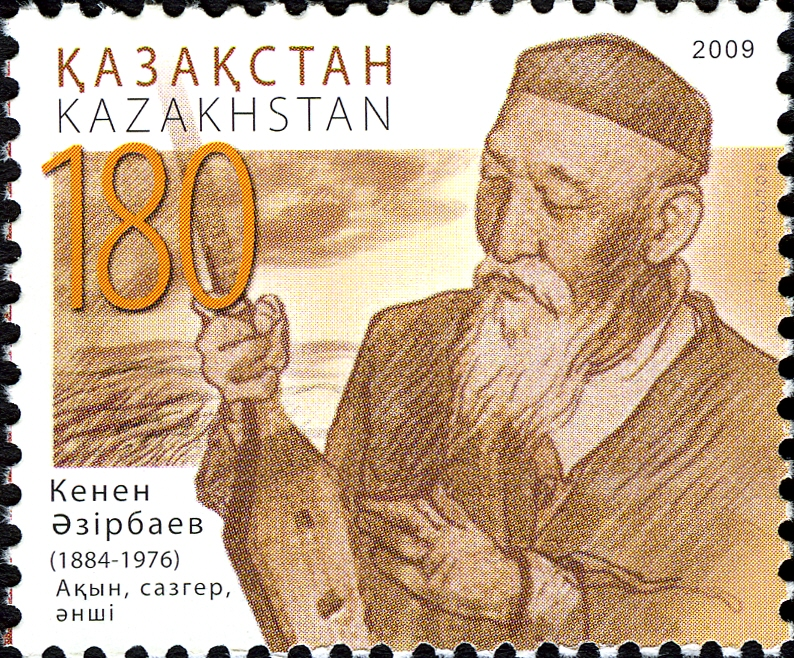
Почтовая марка Казахстана, посвящённая Кенену Азербаеву
Памятник Кенену Азербаеву в Алма-Ате